# Leuconostoc
Leuconostoc formen un gènere de bacteris de l'àcid làctic Gram-positius dins la família Leuconostocaceae. Les espècies de Leuconostoc tenen generalment forma de cocoides ovoide i sovint formen cadenes. Són resistents intrínsecament a la vancomicina i són catalasa-negatius (la qual cosa els distingeix dels Staphylococcus). Són heterofermentadors, capaços de produir dextrans a partir de la sacarosa.
Tot i que inicialment es consideraven comensals no patògens en humans, des de la descripció el 1985 del primer cas de bacterièmia per Leuconostoc spp., algunes espècies són també capaços de produir infeccions als éssers humans. Es consideren patògens oportunistes encara que en molt baixa freqüència, que es poden trobar en pacients críticament malalts, immunocompromesos i amb infeccions intrahospitalàries. Generalment, s'associen a bacterièmia per dispositius intravasculars i l'ús de nutrició parenteral total. No obstant això, també s'han descrit altres infeccions associades, dins de les que es compten meningitis, osteomielitis, infecció del torrent sanguini, de vies urinàries i peritonitis.
Atès que aquestes malalties són rares, els jocs d'identificació comercials estàndard sovint no identifiquen aquests organismes.
Els Leuconostoc, juntament amb altres bacteris de l'àcid làctic com ara Pediococcus i `Lactobacillus, s'utilitza per a la fermentació del cabdell en l'elaboració de xucrut. Durant aquest procés, els sucres de les cols fresques són transformades en àcids làctics que li donen un sabor agre i permeten que es conservin en bones condicions.
També es considera Leuconostoc Oenos principal responsable de l'inici dels processos de fermentació malolàctica molt apreciada en els processos vinícoles.